# Lak
Lak er en hård malingstype, som kan være gennemsigtig eller farvet.
Produktet anvendes til påsmøring/ maling af forskellige materialer, blandt andet træ, metaller, negle, bøger og malerier, for at beskytte overflader, fremhæve strukturer og  af kosmetiske årsager.
Ofte påføres lakken i flere lag, med mellemliggende tørring og eventuel nedslibning efter hver påføring.

## Forskellige laktyper
- Akryllak
- Polyurethanlak
- Celluloselak
- Fernis
- Alkydlak
- Neglelak
- Polyethylenlak
- Shellak
- Zaponlak